# اوسلوبودنژی
اوسلوبودنژی (انگلیسی: Oslobođenje) شرکت انتشارات بوسنیایی است، که در سال ۱۹۴۳ تأسیس شد.